# Pavel Koyš
Pavel Koyš (Lédec, 1932. január 8. – Pozsony, 1993. július 22.) szlovák költő és szerkesztő. Műveiben a társadalom megújításáért harcolt, és szerelmi témájú verseket írt.

## Élete
Munkáscsaládból származott, Lédecben és Prágában tanult. A Politikatudományi Egyetemen végzett 1966-ban, megszerezte a társadalmi és politikai tudományok doktora címet. A lédeci cementgyárban alkalmazták, a Kommunista Párt politikai funkcionáriusa volt, 1960 és 1962 között a Mladá tvorba magazin főszerkesztőjeként dolgozott, 1962-től pedig a Smena Kiadó főszerkesztője. 1966 és 1968 között a Szlovák Nemzeti Tanács irodájának sajtótitkára, 1968 és 1969 között a Szlovák Írók Szövetségének titkára, 1969 és 1971 között a Szlovák Film rendezője. 1971-től 1988-ig kulturális miniszterhelyettes, az 1988 és 1989 közötti időszakban Szlovák Szocialista Köztársaság kulturális minisztere. 1990 januárjáig maradt a Szövetségi Közgyűlésben, a bársonyos forradalom után lemondott.

## Munkássága
1959-ben debütált a Csillagok a Földön politikailag elkötelezett versgyűjteményével. A műveiben
kifejezte kommunista hozzáállását. Több témával foglalkozott, mint például a szerelem, az ifjúság, az emberi boldogság, a társadalomban történő változások, a világgal, az emberekkel, az élettel és az erkölccsel való kapcsolatával. 1975-ben a Költészet díjával tüntették ki.

## Művei
- Hviezdy na zemi (1959) Csillagok a Földön
- Čakám ťa, láska (1963) Várok rád, szerelmem
- Srdce (1965) A szív
- Rozmrazovanie slnka (1966) A nap elolvadása
- Ukrutná vernosť (1968) Kegyetlen hűség
- Koľko krokov je k úsmevu (1970) Hány lépésre van a mosoly
- Je taký človek (1972) Olyan ember
- Večné leto (1973) Örök nyár
- Pieseň o Slovensku (1973)  Dal Szlovákiáról (társszerző, fényképek: Karol Kállay)
- Načo je človeku dom (1974) Miért van egy embernek háza?
- Vyznanie lásky (1975) A szerelem nyilatkozata
- Spolu (1976) Együtt
- Tvŕdze (1977) Erőd
- Nie (1977) Nem
- Krídla (1978) Szárnyak
- Všade (1978) Mindenhol
- Pozdrav ostrovu slobody (1978) Köszöntés a szabadság szigetének
- Rosa (1979)
- Plač za láskou (1984) Sír a szerelem
- Moralizmy (1986) A  moralizmus
- Rozmýšľanie (1987) Gondolkodás

## Magyarul
- 1 vers (L. Gály O., Új Szó, 1968, 64.)
- 1 vers (Dénes Gy., Új Szó, 1978, 36.)
- Válogatott versek; vál. Rácz Olivér, ford. Dudás Kálmán et al.; Európa–Madách, Bp.–Bratislava, 1980

## Fordítás
- Ez a szócikk részben vagy egészben  a   Pavel Koyš című szlovák Wikipédia-szócikk ezen változatának fordításán alapul.  Az eredeti cikk szerkesztőit annak laptörténete sorolja fel. Ez a jelzés csupán a megfogalmazás eredetét és a szerzői jogokat jelzi, nem szolgál a cikkben szereplő információk forrásmegjelöléseként.